# Йохан I фон Шпигелберг
Йохан I фон Шпигелберг (на немски: Johann I von Spiegelberg; † между 1 ноември 1368 и 13 март 1370) е граф на Шпигелберг в територията на река Везер.

## Произход
Той е син на граф Мориц II фон Шпигелберг († 1316) и съпругата му вероятно Гертруд фон Шваленберг, внучка на граф Фолквин IV фон Шваленберг († пр. 1255), дъщеря на граф Адолф I фон Шваленберг († 1302/1305) и Юта († сл. 1305). Брат е на Хезека († 1360), канонеса (1331) и приорес в Гандерсхайм (1347 – 1360), и на Ермгард († сл. 1360), канонеса и дяконка в Гандерсхайм (1331).

## Фамилия
Първи брак: ок. 1332/1335 г. с Елизабет фон Хомбург († пр. 3 април 1356), дъщеря на Хайнрих фон Хомбург († сл. 1338) и съпругата му Агнес фон Мансфелд († сл. 1302/1306). Те имат децата:
- Мориц III фон Шпигелберг († сл. 1421), граф на Шпигелберг, женен I. за неизвестна, II. пр. 30 юли 1377 г. за графиня Валбург фон Вунсторф († 1403)
- Йохан фон Шпигелберг († сл. 1390), монах във Верден (1365 – 1371), абат на Верден (1382 – 1387)

Втори брак: пр. 3 април 1356 г. с Юта фон Марк, вероятно незаконна дъщеря на Адолф II фон Марк († 1348), фогт на Верден и Есен. Те имат две деца:
- Адолф фон Шпигелберг († ок. 11 януари 1438), монах във Верден (1371), портер (1382 – 1395), приор (1389), електор (1399 – 1403) и абат на Верден (1403 – 1431)
- Юта фон Шпигелберг († сл. 1380), канонеса в Елтен